# Villanden
Villanden — третий студийный альбом норвежской фолк-метал-группы Trollfest.

## Об альбоме
Группа насыщает свои песни всевозможными элементами, включая кельтские, славянские, цыганские, и даже еврейские мелодии. Villanden, как и его предшественник Brakebein, является концептуальным альбомом, на этот раз об утке. Тексты песен написаны на воображаемом языке троллей, смеси норвежского и немецкого языков.

## Список композиций
| №   | Название                            | Длительность |
| --- | ----------------------------------- | ------------ |
| 1.  | «Wo bin ich jetz aufgewacht?»       | 2:02         |
| 2.  | «Der JegerMeister»                  | 4:22         |
| 3.  | «Uraltes Elemente»                  | 3:13         |
| 4.  | «Villanden»                         | 4:01         |
| 5.  | «Per, Pål og Brakebeins Abenteuer»  | 0:57         |
| 6.  | «Der Uhr ist skandaløst schändlich» | 3:21         |
| 7.  | «God fart»                          | 1:55         |
| 8.  | «Festival»                          | 3:48         |
| 9.  | «En ny erfaring»                    | 2:26         |
| 10. | «Trinkenvisen»                      | 3:45         |
| 11. | «Die Kirche undt der Mache»         | 7:26         |

## Над альбомом работали

### Участники группы
- Jostein — Vocals
- John Espen Sagstad — Guitars
- Eirik Renton — Drums
- Manskow — Accordion, Banjo
- Per Spelemann — Guitars
- Psychotroll — Bass

### Прочие
- Petter Ringstad — Mixing Assist.
- Jonas Darnell — Artwork